# Консультативный комитет ООН по вопросам местного самоуправления
Консультативный комитет ООН по вопросам местного самоуправления (ЮНАКЛА) (англ. United Nations Advisory Committee of Local Authorities, UNACLA) — международный комитет, созданный для консультирования ведомств Системы ООН по вопросам сотрудничества с местными властями в отношении реализации Повестки дня ООН по населённым пунктам. Распределённый секретариат ЮНАКЛА располагается в городах Барселона и Найроби. Текущим главой ЮНАКЛА является Ильсур Метшин.

## История
Комитет учреждён резолюцией 17/18 Совета управляющих ООН от 1999 года, с учётом важности участия местных властей в реализации Повестка дня на XXI век; начал работу в 2000 году на базе Программы ООН по населённым пунктам с открывающей конференции в г. Венеция (23.01), по результатам которой была принята Венецианская декларация. В сентябре 2004 года Программа ООН по населённым пунктам и вновь созданное ОГМВ подписали соглашение о сотрудничестве, в рамках которого последняя назначает Председателя ЮНАКЛА и имеет 10 из 20 мандатов. Распределённый секретариат ЮНАКЛА располагается в городах Барселона (штаб-квартира ОГМВ) и Найроби (ООН — Хабитат).

## Руководители
Текущий глава ЮНАКЛА — Ильсур Метшин, Президент ОГМВ-Евразия и мэр г. Казань (Республика Татарстан, Российская Федерация) — выбран в ходе Всемирного саммита ОГМВ в г. Дурбан (ЮАР) в 2019 году. Переизбран на второй срок в ходе Всемирного Саммита ОГМВ в г.Тэджон (Корея) в 2022 году, входил в состав данного органа с апреля 2007 года. До него комитет в 2010—2017 годах возглавлял Кадир Топбаш, мэр г. Стамбул (Турция). В 2017-2019 годах – Мфо Паркс Тау, мэр Йоханнесбурга (ЮАР).